# Hyposoter balearicus
Hyposoter balearicus là một loài tò vò trong họ Ichneumonidae.